# Ilava
Ilava (deutsch Illau, ungarisch Illava) ist eine Stadt in der Nordwestslowakei mit 5522 Einwohnern (Stand 31. Dezember 2024) und Sitz eines gleichnamigen Okres.

## Geographie
Ilava liegt im Herzen des Talkessels Ilavská kotlina, einem Teil der größeren Tallandschaft Považské podolie, zwischen den Weißen Karpaten nordwestlich und dem Gebirge Strážovské vrchy südöstlich der Stadt. Das bebaute Ortsgebiet erstreckt sich links der Waag, vom Fluss selbst durch den Kočkovský kanal (deutsch Kanal von Kočkovce) getrennt, auf einer Flurterrasse von Porubský potok. Quer durch die Stadt verläuft der 49. Breitengrad. Das Stadtzentrum liegt auf einer Höhe von 255 m n.m. und ist 23 Kilometer von Trenčín, 57 Kilometer von Žilina sowie 148 Kilometer von Bratislava entfernt.
Das Stadtgebiet umfasst die Gemeindeteile Ilava, Iliavka (1971 eingemeindet) und Klobušice (1971 eingemeindet).
Nachbargemeinden sind Pruské im Norden, Košeca im Nordosten und Osten, Košecké Podhradie im Südosten, Horná Poruba im Süden, Dubnica nad Váhom im Südwesten, Slavnica im Westen und Sedmerovec im Nordwesten.

## Geschichte

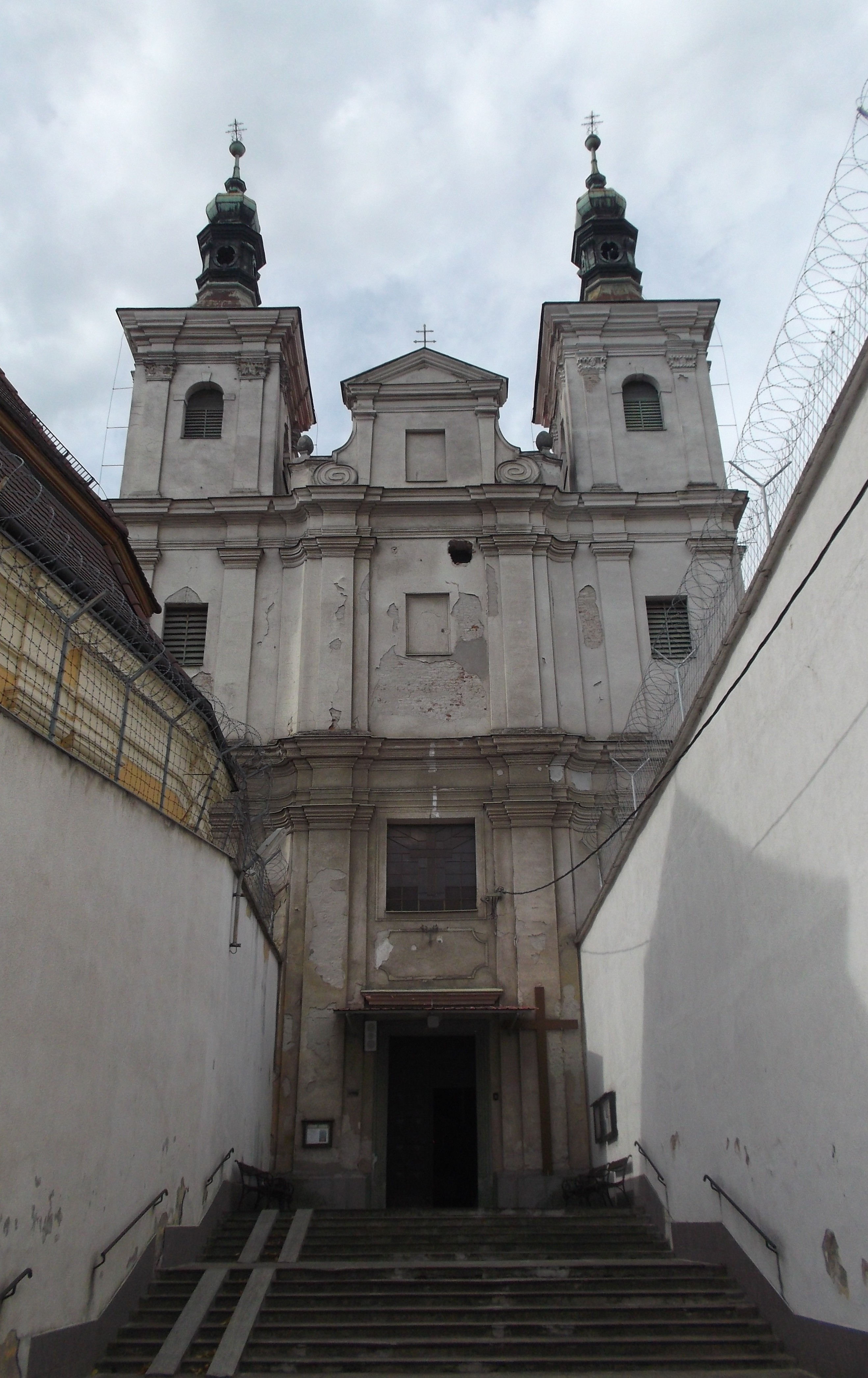
Ansicht der Allerheiligenkirche

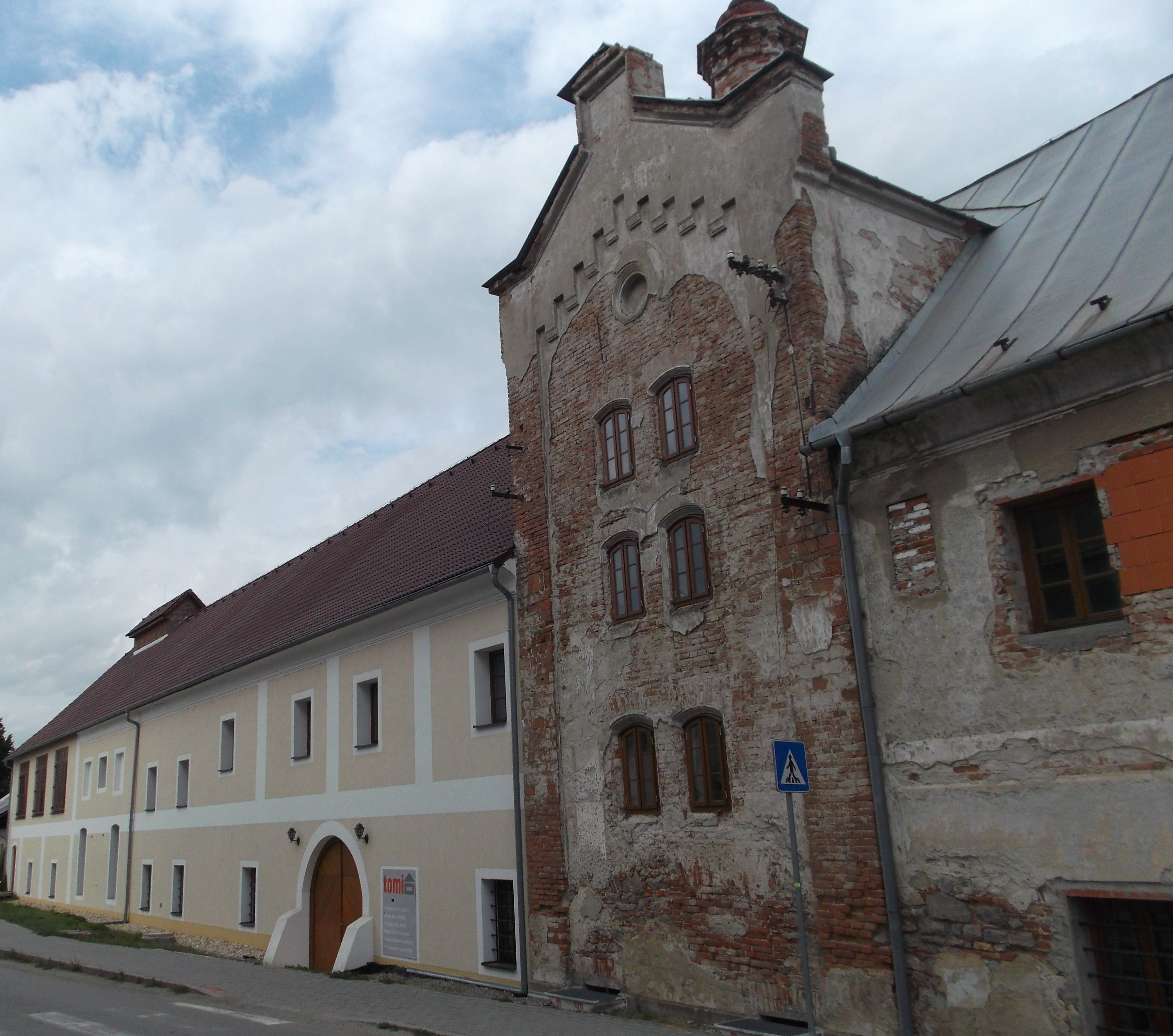
Gebäude der alten Brauerei

Im Tal Porubská dolina befand sich in der Jungbronzezeit eine Siedlung und Grabstätte der Lausitzer Kultur sowie eine eisenzeitliche Siedlung der Puchauer Kultur.
Die Stadt wurde zum ersten Mal 1332 als Leua (nach anderen Angaben 1339 als Lewa) schriftlich erwähnt und entwickelte sich als eine Siedlung unterhalb einer alten Burg. Damals stand Ilava im Rang einer Landstadt und besaß gewisse Rechte, die jedoch durch Kastellane der umliegenden Burgen immer wieder angefochten wurden. Zu einer gewissen Entwicklung kam es am Anfang des 15. Jahrhunderts, da die Stadt das Recht, zwei Jahrmärkte zu veranstalten, erhielt, doch das Wachstum kam 1432 kam zum abrupten Ende, als zwischen Ilava und Košeca eine Schlacht zwischen den ungarischen Truppen und von einem Feldzug zurückkehrenden Hussiten stattfand, in der die Stadt schwer in Mitleidenschaft gezogen wurde. Die Stadt konnte sich aber von diesem Ereignis erholen und war im 15. Jahrhundert Sitz eines kleinen Herrschaftsgebiets.
In der frühen Neuzeit war Ilava eine Kleinstadt, die zwar einem Landherren unterstand, behielt aber seine Marktrechte und war Standort regionaler Wirtschaftsaktivität. In der Stadt waren verschiedene Zünfte untergebracht, darunter waren Schneider, Schuster und Weber die bedeutendsten Handwerker. 1598 hatte die Stadt 104 Häuser. 1635 erwähnt man eine Brauerei, die in verschiedenen Formen bis zum 20. Jahrhundert bestand. Im 17. Jahrhundert ließ sich der Trinitarierorden in einem Teil der alten Burg nieder und ein Kloster errichteten. 1828 zählte man in der Stadt 148 Häuser und 1233 Einwohner. Im 19. Jahrhundert war Ilava eine Bezirksstadt, 1856 ließ man im Gelände des aufgelösten Klosters ein Staatsgefängnis einrichten, das bis heute besteht. Im späten 19. Jahrhundert gab es eine Brauerei, Streichholzfabrik, Ziegelei und Brennerei. 1894 wurde die Stadt von einem Großbrand heimgesucht.
Bis 1918 gehörte der im Komitat Trentschin liegende Ort zum Königreich Ungarn und kam danach zur Tschechoslowakei beziehungsweise Slowakei. Ab den 1930er Jahren stagnierte die Stadt wirtschaftlich, als sich Industriebetriebe im Waagtal niederließen, wie z. B. im benachbarten Dubnica nad Váhom, jedoch nicht in Ilava. 1960 verlor Ilava auch den Status eines Verwaltungssitzes, als der Sitz des Okres nach Považská Bystrica zentralisiert wurde.
1996 erlangte Ilava wieder den Status als Sitz eines Okres.

## Bevölkerung
| Jahr                | 1994 | 2004    | 2014    | 2024    |
| ------------------- | ---- | ------- | ------- | ------- |
| Anzahl der Personen | 5472 | 5451    | 5479    | 5522    |
| Unterschied         |      | −0,38 % | +0,51 % | +0,78 % |

| Jahr                | 2023 | 2024    |
| ------------------- | ---- | ------- |
| Anzahl der Personen | 5558 | 5522    |
| Unterschied         |      | −0,64 % |

Nach der Volkszählung 2011 wohnten in Ilava 5391 Einwohner, davon 5195 Slowaken, 33 Tschechen, acht Mährer, vier Roma, drei Magyaren sowie jeweils zwei Karpatendeutsche, Russen, Russinen und Ukrainer. Neun Einwohner gaben eine andere Ethnie an und 131 Einwohner machten keine Angabe zur Ethnie.
4385 Einwohner bekannten sich zur römisch-katholischen Kirche, 67 Einwohner zur Evangelischen Kirche A. B., 13 Einwohner zur Pfingstbewegung, neun Einwohner zur apostolischen Kirche, jeweils acht Einwohner zu den Zeugen Jehovas und zur griechisch-katholischen Kirche sowie sechs Einwohner zur orthodoxen Kirche. Insgesamt 30 Einwohner bekannten sich zu einer anderen Konfession. 564 Einwohner waren konfessionslos und bei 300 Einwohnern wurde die Konfession nicht ermittelt.

## Bauwerke und Denkmäler

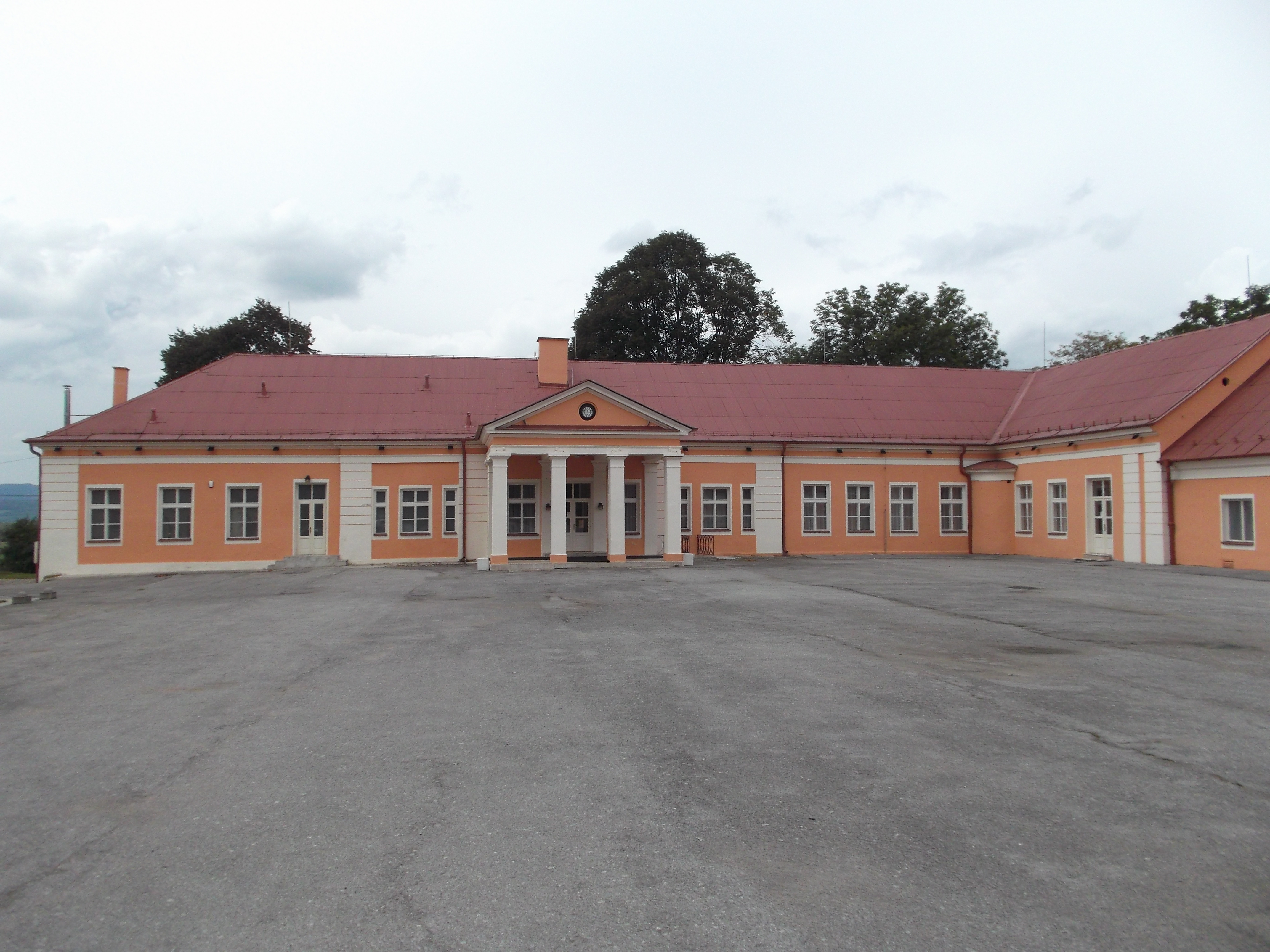
Landschloss in Klobušice

- Festung Illau, im Mittelalter und Neuzeit eine Burg, im späten 17. Jahrhundert zum Kloster umgewidmet, seit 1856 Staatsgefängnis
- römisch-katholische Allerheiligenkirche im Barockstil aus dem frühen 18. Jahrhundert
- Glockenturm, ursprünglich gotisch, heute überwiegend im Barockstil gestaltet
- Gebäude des ehemaligen Pfarrhofs im Renaissance-Stil
- Gebäude der ehemaligen Brauerei aus dem Jahr 1635
- Landschloss im Stadtteil Klobušice aus dem 19. Jahrhundert mit einem englischen Park

## Verkehr
Durch Ilava passiert die Straße 1. Ordnung 61 von Bratislava nach Žilina, die sich in der Stadt mit der Straße 2. Ordnung 574 (Pruské–Diviacka Nová Ves) kreuzt. Durch einen Zubringer (II/574A) hat Ilava einen Anschluss an die Autobahn D1 (E 50, E 75).
Durch die Stadt verläuft die Bahnstrecke Bratislava–Žilina, mit dem Bahnhof Ilava nordöstlich des Stadtzentrums. Dieser wird von mehreren täglichen Nahverkehrszugpaaren angefahren. Anbindungen an Schnellzüge gibt es in den Bahnhöfen Trenčianska Teplá und Púchov, an IC- und EC-Züge im Bahnhof Trenčín (Stand Fahrplan 2015/16).

## Söhne und Töchter der Stadt
- Ivan Baranka (* 1985), Eishockeyspieler
- Emmerich Bjelik (1860–1927), apostolischer Feldvikar
- Katrina Grey (* 1991), Schauspielerin, Drehbuchautorin, Filmregisseurin, Filmproduzentin und Model
- Marcel Hossa (* 1981), Eishockeyspieler
- Tomáš Kopecký (* 1982), Eishockeyspieler und zweifacher Stanley-Cup-Sieger
- Richard Pavlikovský (* 1975), Eishockeyspieler
- Natália Prekopová (* 1989), Biathletin
- Tomáš Tatar (* 1990), Eishockeyspieler
- Matúš Bero (* 1995), Fußballspieler
- Ľubomír Šatka (* 1995), Fußballspieler
- Martin Chromiak (* 2002), Eishockeyspieler
- Patrik Andrisík (* 2003), Eishockeytorwart
- Artur Gajdoš (* 2004), Fußballspieler
- Sofia Ungerová (* 2006), Radsportlerin im Cyclocross